# Sanada (wrestler)
Seiya Sanada (Niigata, 28 gennaio 1988) è un wrestler giapponese sotto contratto con la New Japan Pro-Wrestling.
Conosciuto con il ring name SANADA, è un ex membro dei Los Ingobernables de Japon. Ha combattuto nella All Japan Pro Wrestling e Total Nonstop Action Wrestling con il ring name The Great Sanada, dove ha vinto una volta il TNA X Division Championship. Ha vinto anche l'IWGP Tag Team Championship per due volte assieme a Evil, due volte la World Tag League ed è arrivato in finale della New Japan Cup nel 2019 e del G1 Climax nel 2020.

## Personaggio

### Mosse finali
- Skull End (Dragon sleeper)
- Bridging tiger suplex
- Moonsault
- Superkick

### Manager
- James Storm

### Soprannomi
- "Saint Seiya"
- "Shining Star"
- "Seishun Hurricane"
- "Cold Skull"

## Titoli e riconoscimenti
- All Japan Pro Wrestling
  - All Asia Tag Team Championship (2) – con Manabu Soya
  - Gaora TV Championship (1)
  - World Tag Team Championship (1) – con Joe Doering
  - Gaora TV Championship Tournament (2012)
  - Samurai! TV Cup Triple Arrow Tournament (2007) – con Katsuhiko Nakajima e Kensuke Sasaki
  - World's Strongest Tag Determination League (2011) – con Kai
- New Japan Pro-Wrestling
  - NEVER Openweight 6-Man Tag Team Championship (3) – con Bushi e Evil
  - IWGP Tag Team Championship (3) – con Evil (2) e Tetsuya Naito (1)
  - IWGP United States Championship (1)
  - IWGP World Heavyweight Championship (1)
  - World Tag League (2017–2018) – con Evil
- Pro Wrestling Illustrated
  - 66º tra i 500 migliori wrestler singoli nella PWI 500 (2014)
- Total Nonstop Action Wrestling
  - TNA X Division Championship (1)